# Bisztray Gyula
Bisztray Gyula (Fogaras, 1903. január 18. – Budapest, 1978. január 6.) magyar irodalomtörténész, könyvtáros, egyetemi tanár.

## Élete
Enyeden kezdte tanulmányait, ahol Áprily Lajos tanította irodalomra. Később a budapesti egyetemen szerzett bölcsészdoktori oklevelet. Dolgozott a Nemzeti Újságnál, 1926-ban az Országos Könyvforgalmi és Bibliográfiai Központnál, majd 1927–1934 között az Egyetemi Könyvtárnál. Ekkoriban számos kritikát, esszét és tanulmányt írt. 1928–1929 között állami ösztöndíjjal tanult a párizsi École des Bibliothecaires-ben. 1936-tól a Magyar Szemle helyettes szerkesztője, majd 1937-től a Magyar Szemle Társaság főtitkára volt. Eközben 1945-ig a Vallás- és Közoktatásügyi Minisztériumban dolgozott. Az 1940-es években tanárként is dolgozott, majd 1950-től a Magyar Tudományos Akadémia munkatársa lett. Király Istvánnal együtt elkészítették Mikszáth Kálmán összes műveinek kritikai kiadását, és Bisztray számos névtelenül megjelent írásról megállapította Mikszáth szerzőségét. Elhunyt 1978. január 6-án, örök nyugalomra helyezték 1978. január 18-án a Farkasréti temetőben.

## Művei
- Gyulai Pál kritikai dolgozatainak újabb gyűjteménye 1850–1904, sajtó alá rendezte B. Gy., Magyar Tudományos Akadémia kiadása, Budapest, 1927[4]
- Nagyenyedi Helikon. Tanulmány, Nagyenyed, 1933[4]
- A mai magyar irodalom. Tanulmány, Mai Magyarságunk Életrajza, 1939[4]
- Az erdélyi tudományos élet és egyetemi gondolat. Tanulmány, Erdély Magyar Egyeteme, 1941[4]
- Színházi esték 1930–1940. Tanulmányok, Királyi Magyar Egyetemi Nyomda, Budapest, 1942[4]
- Két ország ölelkezése 1791–1867. Bevezető tanulmány, In: Erdély Öröksége, X. kötet, Franklin-Társulat, 1942[4]
- A magyar próza könyve I–II., Magyar Szemle Társaság (I. kötet) és Magyar Tudományos Akadémia (II. kötet), Budapest, 1942–1948, antológia, Kerecsényi Dezsővel társszerkesztésben (a művet eredetileg 3 kötetesre tervezték)[4]
- Szenteleky Kornél irodalmi levelei 1927–1933, sajtó alá rendezte és bevezetéssel ellátta B. Gy. és Csuka Zoltán, Szenteleky Társaság, Zombor–Budapest, 1943[4]
- Éltem én is Árkádiában. Versek, Láthatár, Budapest, 1943[4]
- Színházi esték, Királyi Magyar Egyetemi Nyomda, Budapest, 1942
- Az ősi föld. Novellák, Királyi Magyar Egyetemi Nyomda, Budapest, 1943[4]
- Író és nemzet. Tanulmányok, Királyi Magyar Egyetemi Nyomda, Budapest, 1943
- Jókedvű magyar irodalom, Gondolat Könyvkiadó, Budapest, 1968
- Jókedvű magyar tudósok, Gondolat Könyvkiadó, Budapest, 1972
- Mikszáth néprajza, Salgótarján, 1972
- Könyvek között egy életen át, Szépirodalmi Könyvkiadó, Budapest, 1976